# Ryoo Seung-ryong
Dans ce nom coréen, le nom de famille, Ryoo, précède le nom personnel.
Ryoo Seung-ryong (hangeul : 류승룡 ; hanja : 柳承龍 ; RR : Ryu Seungryong ; MR : Ryu Sŭngryong) est un acteur sud-coréen, né le 29 novembre 1970 dans le district de Seocheon (Chungcheong du Sud).

## Biographie

### Jeunesse et formation
Ryoo Seung-ryong naît le 29 novembre 1970 dans le district de Seocheon, en Chungcheong du Sud.
Jeune, il fréquente l'institut des arts de Séoul, d'où il sort avec un baccalauréat spécialisé en théâtre.
En mars 2014, il enseigne en tant que professeur associé à l'université des Arts de Séoul (ko).

### Carrière
En 2013, il incarne un handicapé mental pour la comédie dramatique Miracle in Cell No. 7 (7번방의 선물) de Lee Hwan-gyeong.
En 2014, il endosse les costumes du samouraï Kurushima Michifusa pour le film de guerre historique The Admiral: Roaring Currents (명량-회오리바다) de Kim Han-min.
En 2017, il décroche le rôle principal, celui Cho Hak-ju, pour la série historique de zombie Kingdom (킹덤), adaptée d'un webtoon d'horreur coréen intitulé The Kingdom of the Gods écrit par Kim Eun-hee et illustré par Yang Kyung-il, diffusée fin janvier 2019 sur Netflix.
En décembre 2017, il est confirmé pour la participation au film comique Extreme Job (극한직업) de Lee Byeong-heon, ce qui compte plus de 16 millions d'entrées au box-office sud-coréen et ce qui en fait le deuxième plus gros succès du box-office en Corée du Sud.

## Filmographie partielle

### Longs métrages
- 2006 : La Lignée sacrée (거룩한 계보) de Jang Jin : Jeong Seon-tan
- 2009 : Possessed (불신지옥) de Lee Yong-Joo : Tae-hwan
- 2011 : Children... (아이들…) de Lee Kyoo-man
- 2012 : Masquerade (광해: 왕이 된 남자) de Choo Chang-min (en) : Heo Gyun
- 2012 : Miracle in Cell No. 7 (7번방의 선물) de Lee Hwan-gyeong (en) : Lee Yong-gu
- 2014 : The Target (표적) de Yoon Hong-seung (en) : Baek Yeo-hoon
- 2014 : The Admiral: Roaring Currents (명량-회오리바다) de Kim Han-min : Kurushima Michifusa
- 2018 : Psychokinesis (염력) de Yeon Sang-ho : Seok-hyeon
- 2018 : Seven Years of Night  (7년의 밤) de Choo Chang-min (en) : Choi Hyeon-soo
- 2019 : Extreme Job (극한직업) de Lee Byeong-heon : Go, le chef de la brigade
- 2021 : The Book of Fish (자산어보) de Lee Joon-ik : Jeong Yak-yong

### Séries télévisées
- 2017 : Kingdom (킹덤) : Cho Hak-ju